# Знаменский сельсовет (Пензенская область)
Знаменский сельсовет — сельское поселение в Башмаковском районе Пензенской области Российской Федерации.
Административный центр — село Знаменское.

## История
Статус и границы сельского поселения установлены Законом Пензенской области от 2 ноября 2004 года № 690-ЗПО «О границах муниципальных образований Пензенской области».
15 мая 2019 году к Знаменскому сельсовету присоединён Сосновский сельсовет.

## Население
| 2010  | 2012  | 2013  | 2014  | 2015  | 2016  | 2017  |
| ----- | ----- | ----- | ----- | ----- | ----- | ----- |
| 1310  | ↘1269 | ↘1220 | ↘1190 | ↘1146 | ↘1125 | ↗1137 |
| 2018  | 2021  |       |       |       |       |       |
| ↘1096 | ↗1228 |       |       |       |       |       |

## Состав сельского поселения
| №  | Населённый пункт     | Тип населённого пункта       | Население |
| -- | -------------------- | ---------------------------- | --------- |
| 1  | Дмитриево-Поливаново | село                         | ↘18       |
| 2  | Знаменское           | село, административный центр | ↘1094     |
| 3  | Малая Ушинка         | деревня                      | 0         |
| 4  | Первое Мая           | посёлок                      | 16        |
| 5  | Самариха             | село                         | →0        |
| 6  | Спиртзавод           | посёлок                      | 182       |
| 7  | Заливной             | посёлок                      | 11        |
| 8  | Калиновка            | посёлок                      | 9         |
| 9  | Красный              | посёлок                      | 25        |
| 10 | Новопетровский       | посёлок                      | 0         |
| 11 | Новопокровский       | посёлок                      | 3         |
| 12 | Ольшанка             | село                         | ↘12       |
| 13 | Орловка              | деревня                      | 43        |
| 14 | Рязановка            | посёлок                      | 0         |
| 15 | Смирновский          | посёлок                      | 0         |
| 16 | Сосновка             | село                         | ↘294      |